# Friedrich Gottlieb Stebler
Friedrich Gottlieb Stebler, född den 11 augusti 1852 i Safnern, kantonen Bern, död den 7 april 1935 i Lahr, var en schweizisk lantbruksbotanist. Auktorsnamnet Stebler kan användas för Friedrich Gottlieb Stebler i samband med ett vetenskapligt namn inom botaniken; se Wikipediaartiklar som länkar till auktorsnamnet.
Stebler upprättade 1875 frökontrollanstalten i Zürich, 1901 förändrad till agrikulturbotanisk försöksanstalt, för vilken han från början varit föreståndare. I förbindelse med stationen har han utfört omfattande försök med vallväxter på försöksfält och då inte bara provat olika foderväxters lämplighet på växtplatser i olika höjd och lägen, utan även utarbetat mycket allmänt tillämpade regler för vallars sammansättning. Stebler var 1876-1901 docent vid polytekniska läroanstalten i Zürich. Han var även ledamot av Lantbruksakademien från 1891.